# Иосавеф
Иосавеф (ивр. יְהוֹשֶׁבַע‎, Иехошева) — дочь царя Иудеи Иорама, сестра царя Охозии, жена первосвященника Иодая, спасшая юного Иоаса от ярости Гофолии и тем самым не давшая прекратиться царскому роду Давида (4Цар. 11, 2Пар. 22).
Иосавеф с мужем тайно воспитывали ребёнка в Храме в течение шести лет, после чего Иодай поднял мятеж и сверг Гофолию, посадив на трон малолетнего Иоаса.